# David Bakhtiari
David Afrasiab Assad Bakhtiari (* 30. September 1991 in San Mateo, Kalifornien) ist ein US-amerikanischer American-Football-Spieler in der National Football League (NFL). Er spielte elf Jahre lang für die Green Bay Packers als Offensive Tackle. Er spielte College Football in Colorado und wurde von den Packers in der vierten Runde des NFL Draft 2013 gewählt.

## Frühe Jahre
Bakhtiari wurde in San Mateo, Kalifornien, geboren. Sein älterer Bruder Eric Bakhtiari spielte an der University of San Diego und für die Tennessee Titans in der NFL auf der Position des Defensive Ends. Sein Vater, Karl Bakhtiari, betreibt ein Immobiliengeschäft in Kalifornien.  Er ist iranischer und isländischer Abstammung.
Bakhtiari besuchte die Junípero Serra High School in San Mateo, Kalifornien, wo er zwei Jahre lang Football und Lacrosse lernte und in seinem zweiten Jahr zum Mannschaftskapitän ernannt wurde. Das erwähnenserteste Spiel seiner Highschool-Karriere im Football fand gegen Sacred Heart Cathedral Preparatory statt, in dem er den späteren USC-Trojan-Quarterback Kevin Greene ohne Sacks hielt und nur zwei Tackles zuließ. Als Senior trug er dazu bei, sein Team zu einer 6-1-Bilanz zu führen, die WCAL-Co-Meisterschaft 2008 zu gewinnen und es bis zum Halbfinale der CIF-CCS Open Division zu schaffen, wo sie gegen den späteren Sieger Bellarmine Bells verloren. Er wurde auch in der Bay Area News Group als Nummer acht von 25 Spielern aus Nordkalifornien in ihrem Cream of the Crop-Team 2008 aufgeführt.
Als Bakhtiari die High School verließ, war er 1,96 m groß und wog 266 Pfund. Von Rivals.com wurde er nur als Zwei-Sterne-Prospect eingestuft. In einem Interview aus dem Jahr 2009 kommentierte Bakhtiari: „Die Leute kommen auf mich zu und sagen: 'Oh, du bist nur ein Zwei-Sterne-Prospect.' Aber es ist mir egal, wie mein Ranking ist. Alles, was zählt, ist, wie du handelst, wenn du die Pads anlegst.“ Er erhielt Angebote von mehreren Schulen und besuchte Colorado, Utah, UTEP und Washington, bevor er einen Vertrag mit Colorado unterzeichnete.

## College
Bakhtiari entschied sich, für die University of Colorado zu spielen und studierte Kommunikationswissenschaften, während er von 2009 bis 2012 für die Footballmannschaft der Colorado Buffaloes spielte.
Während seines ersten Jahres für die Buffaloes spielte er in allen zwölf Spielen und war in elf Spielen in der Startmannschaft. Das einzige Spiel, das er nicht startete, war gegen Texas Tech, wo er immer noch für 24 Spielzüge auf dem Spielfeld war. Er spielte die dritthäufigsten Snaps (796) in der Offensive hinter Nate Solder, dem späteren Offensive Lineman der New England Patriots und der New York Giants und Ryan Miller, dem späteren Offensiv-Lineman der Denver Broncos. Bakhtiari hatte 59 Knockdown-Blocks, erlaubte einen Quarterback-Sack und sieben Pressure und bekam sechs Strafen. Während des Spiels gegen Kansas in diesem Jahr bekam er einen offensiven Fumble und trug den Ball sieben Yards zurück.
Bakhtiari begann sein zweites Jahr mit einer schweren Knieverletzung beim Saisonauftakt gegen Hawaii im siebten Spielzug des Spiels. Er verpasste die nächsten beiden Spiele gegen Kalifornien und LSU. Unabhängig davon startete er trotzdem die verbleibenden Spiele (insgesamt 11). Er erlaubte zwei Sacks und bekam nur eine Strafe in der gesamten Saison. Ende des Jahres wurde er von den Trainern der Liga und Phil Steele in die zweite Mannschaft des All-Pac-12-Teams gewählt.
Bevor seine letzte Saison begann, wurde Bakhtiari in den All-Pac-12-Kader der ersten Mannschaft der Vorsaison berufen. Er startete elf Spiele als Left Tackle und verpasste nur das Spiel gegen Oregon mit einer Knieverstauchung. Er hatte insgesamt 41 Pancake Blocks und erlaubte 2,5 Quarterback-Sacks. Sein Spiel brachten ihm einen Platz auf der Beobachtungsliste für die Outland Trophy und den Rotary Lombardi Award ein. Zusätzlich erhielt er zum zweiten Mal in Folge von den Ligatrainern die Auszeichnung für die zweite Mannschaft.
Am 8. Januar 2013 gab Bakhtiari bekannt, dass er sich entschieden habe, auf seine letzte Saison in Colorado zu verzichten und sich für den NFL-Draft 2013 anzumelden. Er fügte hinzu, dass seine Erklärung für den Draft nichts mit der schwachen Saison von Colorado im Jahr zuvor und der anschließenden Entlassung von Cheftrainer Jon Embree zu tun habe. Mike MacIntyre, der neue Cheftrainer von Colorado, sagte, dass das Team ihn gerne behalten hätte, ihn aber bei seiner Entscheidung voll und ganz unterstützen würde.

## NFL
Die Green Bay Packers wählten Bakhtiari in der vierten Runde (insgesamt 109.) des NFL Drafts 2013 aus.
Aufgrund einer Verletzung von Bryan Bulaga und Bakhtiaris Auftreten während des Trainingslagers wurde er als erster Left Tackle im ersten Preseason-Spiel der Packers gegen die Arizona Cardinals im Lambeau Field eingesetzt. Später startete Bakhtiari jedes Spiel als Left Tackle für die Packers und war der erste Rookie, der dies in Green Bay seit 1978 tat, und der einzige NFL-Rookie, der jedes Spiel in der Saison 2013 auf seiner Position startete. Er trug maßgeblich dazu bei, dass Green Bay zum ersten Mal seit 2004 den siebten Platz in der Liga für Rushing (Blocken für den Rookie-Runningback Eddie Lacy) und den sechsten Platz im Passspiel belegte.
Nach seiner Rookie-Saison arbeitete Bakhtiari erheblich an seiner Kraft und kämpfte weiter um seinen Job als Left Tackle, was die Packers dazu veranlasste, Bryan Bulaga zum Right Tackle umzuwandeln, um Bakhtiari als Left Tackle einzusetzen. In seiner zweiten Saison spielte er in allen 16 Spielen sowie in den 2 Playoff-Spielen.
Im 13. September 2016 unterzeichneten die Green Bay Packers Bakhtiari eine vierjährige Vertragsverlängerung in Höhe von 48 Millionen US-Dollar, die 16,7 Millionen US-Dollar Garantie und einen Unterschriftbonus von 15 Millionen US-Dollar umfasst.
Bakhtiari wurde von seinen Kollegen auf Platz 91 der NFL Top 100 Spieler von 2018 gewählt.
Im November 2020 verlängerten die Packers den zum Saisonende auslaufenden Vertrag mit Bakhtiari um vier Jahre für 105,5 Millionen Dollar, womit sie Bakhtiari zum bestbezahlten Offensive Lineman der Liga machten.
Am 11. März 2024 wurde Bakhtiari von den Packers entlassen, nachdem er infolge eines Kreuzbandrisses an Silvester 2020 in den folgenden drei Jahren nur noch dreizehn Spiele bestritten hatte.

## Privates
Bakhtiari lebt in Burlingame, Kalifornien. Während seiner Schulzeit schuf er das Fund A Dream Stipendium und gab Autogramme bei der Jerry Parins Cruise for Cancer als Gegenleistung für Spenden zugunsten der Krebsforschung. Er besuchte auch Obdachlosenunterkünfte und Pflegeheime, während er die Universität von Colorado besuchte.
Bakhtiari führte die Packers in das Brettspiel Siedler von Catan ein, das bald zu einem Lieblingsspiel im Team wurde. Er war auch verantwortlich für eine Gruppe von Packers-Spielern, die in Pitch Perfect 2 auftraten, als er sich auf Twitter an Regisseurin Elizabeth Banks wandte.